# Plavecké Podhradie
Plavecké Podhradie este o comună slovacă, aflată în districtul Malacky din regiunea Bratislava. Localitatea se află la altitudinea de 256 m deasupra n.m., se întinde pe o suprafață de 21,19 km2 și în 2017 număra 638 de locuitori.

## Istoric
Localitatea Plavecké Podhradie este atestată documentar din 1247.

## Demografie
| An:                | 1994 | 2004   | 2014   | 2024   |
| ------------------ | ---- | ------ | ------ | ------ |
| Număr de persoane: | 692  | 696    | 674    | 727    |
| Diferență:         |      | +0,57% | −3,16% | +7,86% |

| An:                | 2023 | 2024   |
| ------------------ | ---- | ------ |
| Număr de persoane: | 719  | 727    |
| Diferență:         |      | +1,11% |